# Anárion
Anárion (3219 - 3440 S. E.) es un personaje ficticio que pertenece al legendarium creado por el escritor británico J. R. R. Tolkien y cuya historia es narrada en las novelas El Señor de los Anillos y El Silmarillion y en la colección de relatos titulada Cuentos inconclusos de Númenor y la Tierra Media. Es un dúnadan nacido en Númenor, cuyo nombre significa «hijo del Sol». Junto con su padre Elendil y su hermano Isildur, fue uno de los pocos supervivientes del hundimiento de Númenor. 

## Historia
Dirigió tres de los barcos de los Fieles que huyeron de Númenor y fundó con su hermano el reino de Gondor, del que ambos fueron sus primeros reyes. Fundó la ciudadela de Minas Anor, luego conocida como Minas Tirith. 
Luchó en la Guerra de la Última Alianza contra las legiones de Mordor, participando en la Batalla de Dagorlad. Murió antes de la derrota de Sauron, durante el asedio de Barad-dûr, al ser aplastada su cabeza por una roca lanzada por los defensores.
Tras la partida y muerte de Isildur, su cuarto hijo y único superviviente, Meneldil, heredó el reino de Gondor, fundando una dinastía que regiría el Reino del Sur hasta la muerte de Eärnur en 2050 TE.
| Predecesor: Elendil | Rey de Gondor 3420 S. E. - 3440 S. E. (Junto a Elendil e Isildur) | Sucesor: Isildur En solitario |

- Datos: Q1751007